# Lymphangiom
Ein Lymphangiom (engl. Lymphangioma, deutsch auch Lymphgeschwulst) ist eine seltene gutartige Tumorerkrankung (Hamartom) der Lymphgefäße. Das Gegenstück zum Lymphangiom ist bei den Blutgefäßen ein Hämangiom.

## Systematik
Lymphangiome gehören zu den Gefäßtumoren und werden in drei Klassen eingeteilt:
- Kavernöse Lymphangiome (Lymphangioma cavernosum)

Meist im Gesicht, den Achseln oder Armen und Beinen. Durch Einblutungen oft dunkel verfärbt.
- Kapilläre Lymphangiome (Lymphangioma circumscriptum)

Kleine Bläschen im Haut und Schleimhautbereich von Mund und Lippen, außerdem genital und inguinal. Da die Bläschen sehr leicht zerplatzen, nässen sie.
- Zystische Lymphangiome (Lymphangioma cysticum oder Hygroma cysticum colli)

An einer oder mehreren Stellen des Halses, Nackens, der Achseln oder dem Mittelfell. Die Gefäße sind häufig miteinander verbunden.
Gelegentlich wird auch ein vierter Typ, der lymphangiomatöse Gigantismus, der ähnlich der Elephantiasis ist, beschrieben.
Differentialdiagnostisch ist die Lymphangiomatose abzugrenzen.

## Ätiologie und Pathogenese
Die genaue Ursache für die Entstehung eines Lymphangioms ist noch unklar. Möglicherweise spielen vererbte Fehlbildungen des lymphatischen Systems eine Rolle. Im zweiten Schwangerschaftsmonat findet bei den betroffenen Patienten im Mesoderm eine Fehldifferenzierung  statt. So entstehen die Lymphangiome aus veno-lymphatischen Aussackungen. Betroffen sind davon die Vena jugularis (Halsvene), die Mesenterialwurzel im Unterbauch und die beiden Beckenvenen (Vena iliaca). In diesen Körperregionen manifestieren sich entsprechend die Lymphangiome. Zwischen den Lymphgefäßen und dem venösen System kann lokal keine Verbindung ausgebildet werden, so dass die Lymphe nicht in die Venen abfließen kann.
Dies führt wiederum zu einer Erweiterung der Lymphgefäße, einer Lymphangiektasie. Der Tumor selbst besteht histopathologisch betrachtet aus einer Vielzahl von zystenartigen Strukturen, die mit einer eiweißartigen eosinophilen Flüssigkeit gefüllt, durch zarte Septen getrennt und mit Endothelien ausgekleidet sind.
Ein Lymphangiom tritt meist in frühem Kindesalter auf. In 90 % der Fälle im Zeitraum unmittelbar nach der Geburt bis zum fünften Lebensjahr. Bei der Geburt sind die Lymphangiome in 90 % der Fälle bereits vorhanden, werden aber bei nur 65 % auch bemerkt.
Der Tumor manifestiert sich meist an Hals oder Nacken (75 %) oder den Achseln (20 %). Andere Bereiche sind seltener betroffen, aber dennoch möglich. Beschrieben wurden beispielsweise das Mediastinum, die Pleura, der Herzbeutel, die Vulva, der Penis, die Gallenblase, die Leistenregion, die Knochen, die Bauchspeicheldrüse, der Ovarien und des Abdomen.

## Diagnose
Das bildgebende Verfahren der Wahl ist die Sonographie, bei Lymphangiomen im Körperinneren und insbesondere zur Operationsplanung auch die Magnetresonanztomographie (MRT).

## Therapie
Während Hämangiome sich oft spontan zurückbilden, ist dies bei Lymphangiomen sehr selten der Fall. Die häufigsten Therapieformen sind die chirurgische Resektion und die Sklerosierung mit verschiedenen Sklerotherapeutika.
Die Exstirpation des Lymphangioms, das heißt das vollständige Entfernen des Tumors, ist die häufigste Behandlungsmethode. Ist die Entfernung unvollständig, so bildet sich immer ein Rezidiv. Nur die vollständige Entfernung ermöglicht eine Heilung.
Die häufigsten verwendeten Sklerotherapeutika sind Picibanil (OK 432), Doxycyclin und Bleomycin.
Picibanil besteht aus einem lyophilisierten und mit Benzylpenicillin behandeltem speziellen Stamm (Su) von Streptococcus pyogenes. Picibanil wird mehrfach in das Lymphangiom injiziert. Diese Behandlung ist eine Alternative zur chirurgischen Exstirpation, wenn eine komplette Entfernung des Lymphangioms mit einer hohen Morbidität verbunden ist.
Doxycyclin ist ein Antibiotikum aus der Gruppe der Tetracycline mit sklerosierenden Eigenschaften und einem guten Nebenwirkungsprofil. Es findet Anwendung vor allem in der Behandlung von makrozystischen lymphatischen Malformationen.
Bleomycin ist ein zytostatisch wirksamer Arzneistoff aus der Gruppe der Glykopeptide. Es findet Anwendung in der Behandlung von mikro- und makrozystischen lymphatischen Malformationen. Aufgrund seines geringen Schwellungsrisikos ist es ein bevorzugtes Mittel bei Patienten mit lymphatischen Malformationen im Kopf- und Halsbereich.
Die Lasertherapie wird als Therapiealternative, oft auch mit der Operation kombiniert, angewendet. Es sind meist mehrere Behandlungen notwendig. Dafür ist der Eingriff für den Patienten weniger belastend und hinterlässt kleinere Narben.

## Prognose
Das Lymphangiom ist ein gutartiger Tumor. Die vollständige Entfernung gewährleistet eine Heilung.

## Weiterführende Literatur
- N. R. Tulasi u. a.: Lymphangioma circumscriptum. In: Int J Gynecol Cancer 14, 2004, S. 564–566. PMID 15228436 (Review)
- J. E. Losanoff u. a.: Mesenteric cystic lymphangioma. In: J Am Coll Surg 196, 2003, S. 598–603. PMID 12691938 (Review)
- H. A. Tanriverdi u. a.: Hygroma colli cysticum: prenatal diagnosis and prognosis. In: Am J Perinatol 18, 2001, S. 15–20. PMID 11733855